# Перелік атак чеченських повстанців після другої російсько-чеченської війни
У цьому переліку наведені задокументовані атаки (а також ймовірні атаки) які були здійснені на території Російської Федерації після припинення регулярної війни у ході другої російсько-чеченської війни, від 20 квітня 2000 року, коли заступник начальника Генштабу Росії Валерій Манілов заявив, що військова кампанія в Чечні закінчена.

## Перелік атак
| дата          | місце                       | подробиці | втрати силовиків            |
| ------------- | --------------------------- | --- | --------------------------- |
| 07.05.2000    | Чечня, Беной-Ведено         | Су-24МР був збитий з землі під час польоту, екіпаж загинув | Су-24МР, 2 загиблих         |
| 15.08.2001    | Чечня, Кавказькі гори       | Мі-24В був збитий з землі під час польоту, екіпаж загинув | Мі-24В, 2 загиблих          |
| 17.09.2001    | Чечня, Грозний              | Мі-8МТ був збитий з землі під час польоту, екіпаж загинув | Мі-8МТ, 13 загиблих         |
| 04-18.10.2001 | Кодорська ущелина           | Руслан Гелаєв (і бл. 500 бійців) за підтримки грузинської армії увійшов до Гульрипського р-ну Абхазії, рейд закінчився невдачею, під час рейду збито гелікоптер зі спостерігачами МООННГ | 22 загиблих                 |
| 19.08.2002    | Чечня, Ханкала              | ураження військово-транспортного вертольота Мі-26 ракетою із переносного зенітного ракетного комплексу «Ігла», падіння гелікоптера на мінне поле | Мі-26, 127 загиблих         |
| 31.08.2002    | Чечня, Веденський р-н       | Мі-24П був збитий з землі | Мі-24П, 2 загиблих          |
| 26.09.2002    | Інгушетія, Галашки          | відомо про масштабні бої чеченських повстанців Руслана Гелаєва із російськими силовиками, один Мі-24В був збитий з землі | Мі-24В, 3 загиблих          |
| 23.10.2002    | Москва                      | 40 чеченських повстанців на чолі з Мовсаром Бараєвим захопили близько 900 глядачів мюзиклу «Норд-Ост» і працівників театру, спецслужби РФ вбили всіх терористів і 174 заручники | —                           |
| 24.10.2002    | Москва                      | 40 чеченських повстанців на чолі з Мовсаром Бараєвим захопили близько 900 глядачів мюзиклу «Норд-Ост» і працівників театру, спецслужби РФ вбили всіх терористів і 174 заручники | —                           |
| 25.10.2002    | Москва                      | 40 чеченських повстанців на чолі з Мовсаром Бараєвим захопили близько 900 глядачів мюзиклу «Норд-Ост» і працівників театру, спецслужби РФ вбили всіх терористів і 174 заручники | —                           |
| 26.10.2002    | Москва                      | 40 чеченських повстанців на чолі з Мовсаром Бараєвим захопили близько 900 глядачів мюзиклу «Норд-Ост» і працівників театру, спецслужби РФ вбили всіх терористів і 174 заручники | —                           |
| 25.05.2004    | Чечня, Пригородне           | 25 травня 2004 року біля населеного пункту була проведена вдала засідка чеченських загонів на російських військових з 26 оСпН, відомо про щонайменше 6 загиблих | 6 загиблих                  |
| 21.06.2004    | Інгушетія, Назрань          | Загони бійців, очолювані Шамілем Басаєвим, здійснили широкомасштабний рейд на Назрань на території Інгушетії, в результаті якого було вбито десятки військовослужбовців РФ і співробітників МВС, захоплено велику кількість зброї та боєприпасів. Напад повстанців пов'язують із утисками біженців із Чечні з боку інгушської влади | 57-97 загиблих              |
| 22.06.2004    | Інгушетія, Назрань          | Загони бійців, очолювані Шамілем Басаєвим, здійснили широкомасштабний рейд на Назрань на території Інгушетії, в результаті якого було вбито десятки військовослужбовців РФ і співробітників МВС, захоплено велику кількість зброї та боєприпасів. Напад повстанців пов'язують із утисками біженців із Чечні з боку інгушської влади | 57-97 загиблих              |
| 01.09.2004    | Північна Осетія, Беслан     | чеченські повстанці захопили у заручники 1128 осіб у школі, після провалу переговорів у ході штурму загинуло 331 особа, у тому числі 186 дітей та 13 силовиків РФ | 13+ загиблих, 55+ поранено  |
| 02.09.2004    | Північна Осетія, Беслан     | чеченські повстанці захопили у заручники 1128 осіб у школі, після провалу переговорів у ході штурму загинуло 331 особа, у тому числі 186 дітей та 13 силовиків РФ | 13+ загиблих, 55+ поранено  |
| 03.09.2004    | Північна Осетія, Беслан     | чеченські повстанці захопили у заручники 1128 осіб у школі, після провалу переговорів у ході штурму загинуло 331 особа, у тому числі 186 дітей та 13 силовиків РФ | 13+ загиблих, 55+ поранено  |
| 13.10.2005    | Кабардино-Балкарія, Нальчик | понад 250 повстанців «Кавказського фронту» під загальним командованням Шаміля Басаєва здійснили спробу захопити військові та адміністративні будівлі міста | 35+ загиблих, 129+ поранено |
| 14.10.2005    | Кабардино-Балкарія, Нальчик | понад 250 повстанців «Кавказського фронту» під загальним командованням Шаміля Басаєва здійснили спробу захопити військові та адміністративні будівлі міста | 35+ загиблих, 129+ поранено |
| 29.08.2010    | Чечня, Центарой             | група повстанців «Кавказського емірату» зробила спробу збройного нападу на село Центарой у Чечні, проте атака була відбита міліціонерами. Центарой є рідним селом Рамзана Кадирова | 6 загиблих, 11 поранених    |
| 04.12.2014    | Чечня, Грозний              | відомо про збройні протистояння у Грозному, в ході яких повстанці спробували захопити адміністративну будівлю | 10 загиблих, 28 поранено    |
| 17.12.2016    | Чечня, Грозний              | відомо про напад на поліцейських | 4 загиблих                  |
| 24.03.2017    | Чечня, Наурська             | відбувся напад на військову частину 140-го артилерійського полку 46-ї окремої бригади оперативного призначення Національної гвардії | 6+ загиблих                 |
| 24.10.2024    | Чечня, Петропавловська      | на Росгвардійську вантажівку «УРАЛ-4320» здійснили напад близько 12 години дня неподалік Грозного | 1+ загиблий, поранені       |